# Nine Lives (album Roberta Planta)
Nine Lives box set je britanskog glazbenika i pjevača, Roberta Planta, kojeg 2006. godine objavljuje diskografska kuća Atlantic Records.
Box set sadrži kompletan Plantov solo rad, te devet neobjavljenih skladbi s B-strana i DVD. 
DVD sadrži 20 glazbenih video uradaka, snimke uživo izvedbi i Plantove intervjue tijekom njegove karijere kao i intervjue s prijateljima između ostalih poput Phila Collinsa, pjevača sastava Who Rogera Daltreya, pjevača i skladatelja Toria Amosa, teniske zvijezde Johna McEnroea i osnivača Atlantic Recordsa Predsjednika Ahmeta Ertegüna.

## Popis pjesama

### Disk 1: Pictures at Eleven
1. "Burning Down One Side"
2. "Moonlight in Samosa"
3. "Pledge Pin"
4. "Slow Dancer"
5. "Worse Than Detroit"
6. "Fat Lip"
7. "Like I've Never Been Gone"
8. "Mystery Title"
9. "Far Post"
10. "Like I've Never Been Gone" (uživo)

### Disk 2: The Principle of Moments
1. "Other Arms"
2. "In the Mood"
3. "Messin' with the Mekon"
4. "Wreckless Love"
5. "Thru' with the Two Step"
6. "Horizontal Departure"
7. "Stranger Here... Than Over There"
8. "Big Log"
9. "In the Mood" (uživo)
10. "Thru' with the Two Step" (uživo)
11. "Lively Up Yourself" (uživo)
12. "Turnaround"

### Disk 3: The Honeydrippers: Volume 1
1. "I Get a Thrill" - Honeydrippers
2. "Sea of Love" - Honeydrippers
3. "I Got a Woman" - Honeydrippers
4. "Young Boy Blues" - Honeydrippers
5. "Rockin' at Midnight" - Honeydrippers
6. "Rockin' at Midnight" (uživo) - Honeydrippers

### Disk 4: Shaken 'n' Stirred
1. "Hip to Hoo"
2. "Kallalou Kallalou"
3. "Too Loud"
4. "Trouble for Money"
5. "Pink and Black"
6. "Little by Little"
7. "Doo Doo A Do Do"
8. "Easily Lead"
9. "Sixes and Sevens"
10. "Little by Little" (Remiks Long verzija)

### Disk 5: Now and Zen
1. "Heaven Knows"
2. "Dance on My Own"
3. "Tall Cool One"
4. "Way I Feel"
5. "Helen of Troy"
6. "Billy's Revenge"
7. "Ship of Fools"
8. "Why"
9. "White Clean and Neat"
10. "Walking Towards Paradise"
11. "Billy's Revenge" (uživo)
12. "Ship of Fools" (uživo)
13. "Tall Cool One" (uživo)

### Disk 6: Manic Nirvana
1. "Hurting Kind (I've Got My Eyes on You)"
2. "Big Love"
3. "S S S & Q"
4. "I Cried"
5. "She Said"
6. "Nirvana"
7. "Tie Dye on the Highway"
8. "Your Ma Said You Cried in Your Sleep Last Night"
9. "Anniversary"
10. "Liars Dance"
11. "Watching You"
12. "Oompah (Watery Bint)"
13. "One Love"
14. "Don't Look Back"

### Disk 7: Fate of Nations
1. "Calling to You"
2. "Down to the Sea"
3. "Come into My Life"
4. "I Believe"
5. "29 Palms"
6. "Memory Song (Hello Hello)"
7. "If I Were a Carpenter"
8. "Promised Land"
9. "Greatest Gift"
10. "Great Spirit"
11. "Network News"
12. "Colours of a Shade"
13. "Great Spirit" (akustični miks)
14. "Rollercoaster" (demo)
15. "8.05"
16. "Dark Moon" (akustika)

### Disk 8: Dreamland
1. "Funny in My Mind"
2. "Morning Dew"
3. "One More Cup of Coffee"
4. "Last Time I Saw Her"
5. "Song to the Siren"
6. "Win My Train Fare Home"
7. "Darkness Darkness"
8. "Red Dress"
9. "Hey Joe"
10. "Skip's Song"
11. "Dirt in a Hole"
12. "Last Time I Saw Her" (Remix)

### Disk 9: Mighty ReArranger
1. "Another Tribe"
2. "Shine It All Around"
3. "Freedom Fries"
4. "Tin Pan Valley"
5. "All the King's Horses"
6. "The Enchanter"
7. "Takamba"
8. "Dancing in Heaven"
9. "Somebody Knocking"
10. "Let the Four Winds Blow"
11. "Mighty ReArranger"
12. "Brother Ray"
13. "Red White and Blue"
14. "All the Money in the World"
15. "Shine It All Around (Girls Remix)"
16. "Tin Pan Valley (Girls Remix)"
17. "The Enchanter (UNKLE Reconstruction)"

### Disk 10: Nine Lives (DVD)
1. "Nine Lives" (dokumentarni)
2. "Burning Down One Side" (video)
3. "Big Log" (video)
4. "In the Mood" (video)
5. "Rockin' at Midnight" (video)
6. "Sea of Love" (video)
7. "Little by Little" (video)
8. "Pink and Black" (video)
9. "Heaven Knows" (video)
10. "Tall Cool One" (video)
11. "Ship of Fools" (video)
12. "Hurting Kind (I've Got My Eyes on You)" (video)
13. "Nirvana" (video)
14. "Tie Dye on the Highway" (video)
15. "Calling To You" (video)
16. "29 Palms" (video)
17. "I Believe" (video)
18. "If I Were a Carpenter" (video)
19. "Morning Dew" (video)
20. "Darkness, Darkness" (video)
21. "Shine It All Around" (video)

## Vanjske poveznice
- Najava objavljivanja albuma